# معهد دسمان للسكري
معهد دسمان للسكري أو مركز دسمان لأبحاث وعلاج أمراض السكر هو مركز علمي تابع لمؤسسة الكويت للتقدم العلمي، يقع المركز في مدينة الكويت بمنطقة شرق، أفتتح المركز في 6 يونيو 2006. و يهدف المركز إلى:
- تشجيع البحث العلمي في مختلف جوانب السكر
- تعليم وتدريب المجتمع والعاملين في مجال الصحة.
- تطوير خدمات طبية متقدمة.

و يخطط المركز لأن يكون أحد المراكز الشاملة للأبحاث والعلاج والرائدة في مجال تخصصه وفي المحافظة على صحة الأجيال القادمة في الكويت و الشرق الأوسط.

## مرافق المركز
- المختبرات الحديثة و المتخصصة
- عيادات خارجية مجهزة بأحدث الأنظمة والأجهزة ذات صلة مباشرة بمرض السكر وهي مرتبطة بجميع أقسام المركز.
  - عيادة السكر للكبار
  - عيادة الأطفال
  - عيادة العيون
  - عيادة القدم
  - عيادة التغذية
  - عيادة الطب النفسي والاجتماعي
- العيادات المتخصصة وهي 
  - عيادة الكلى
  - عيادة الأمراض العصبية
  - عيادة القلب
  - عيادة الاختلال الجنسي
  - عيادة الحمل
- قسم التدريب و التثقيف و الذي يشرف على تدريب المختصين والناس عامة. وتدريب المختصين يتم من خلال حلقات دراسية لطلبة الطب المتخصصين في مجال السكر و لاخصائيي التغذية.
- المطبخ التعليمي لتثقيف المرضى بطرق أعداد الوجبات الصحية المناسبة لهم
- قسم اللياقة البدنية
- مكتبة متخصصة لأمراض السكر
- قاعة مؤتمرات تكفي 250 شخص